# ポール・モリセイ
ポール・モリセイ（Paul Morrissey、1938年2月23日 - 2024年10月28日）は、アメリカ合衆国の映画監督、脚本家である。『フレッシュ』『トラッシュ』『ヒート』などの作品を手がけた。

## 経歴
1938年2月23日、ニューヨーク州ニューヨーク市に生まれる。フォーダム大学を卒業した。
1968年、アンディ・ウォーホル製作の『フレッシュ』を監督する。1982年、ヴィム・ヴェンダース監督の『666号室』に出演する。
2024年10月28日、マンハッタンの病院で肺炎により死去。86歳没。

## フィルモグラフィー

### 映画
- フレッシュ Flesh （1968年） - 監督・脚本・撮影
- トラッシュ Trash （1970年） - 監督・脚本・撮影・編集
- ウーマン・イン・リヴォルト Women in Revolt （1971年） - 監督・脚本・製作総指揮
- ヒート Heat （1972年） - 監督・脚本・撮影
- 悪魔のはらわた Flesh for Frankenstein （1973年） - 監督・脚本
- 処女の生血 Blood for Dracula （1974年） - 監督・脚本
- 666号室 Chambre 666 （1982年） - 出演
- ベートーヴェンの甥 Le neveu de Beethoven （1985年） - 監督・脚本
- マフィア・キッド Spike of Bensonhurst （1988年） - 監督・脚本
- ニコ・イコン Nico Icon （1995年） - 出演
- News from Nowhere （2010年） - 監督・脚本・編集・製作